# Adeonella inaequalis
Adeonella inaequalis is een mosdiertjessoort uit de familie van de Adeonidae. De wetenschappelijke naam van de soort is voor het eerst geldig gepubliceerd in 1912 door Waters.